# Länsisatama
Länsisatama (Finnisch) bzw. Västra hamnen (Schwedisch), zu deutsch „Westhafen“, ist sowohl ein Hafen als auch ein Stadtteil in der finnischen Hauptstadt Helsinki. Länsisatama befindet sich im Südwesten der Halbinsel Helsinginniemi, auf der sich das Zentrum Helsinkis befindet. Im allgemeinen Sprachgebrauch bezieht sich „Länsisatama“ meist auf den eigentlichen Hafen, während die übrigen zum Stadtteil gehörigen Gebiete besser unter ihren jeweils eigenen Namen bekannt sind.

## Geschichte: Vom Hafen am Stadtrand zum Stadtteil im Zentrum
Bis ins frühe 20. Jahrhundert lag die Gegend am äußersten Rand von Helsinki und war zu einem großen Teil noch vom Meer überflutet. Nebenan lag der in der Mitte des 19. Jahrhunderts gegründete Hafen Hietalahti, als dessen Erweiterung der Westhafen im Jahr 1913 entstand. In den folgenden Jahrzehnten wurde er kontinuierlich vergrößert. Dies geschah vor allem durch Aufschüttungen, die die Küstenlinie radikal veränderten. Die Landfläche wurde immer größer, und mehrere kleine Inseln wurden dabei vom Festland „verschluckt“. In der Umgebung des Hafens ließen sich auch Industriebetriebe nieder. Noch in den 1970er Jahren wurde der Hafen erweitert.
Ursprünglich am Stadtrand gelegen, war Länsisatama jedoch aufgrund des starken Wachstums von Helsinki zu einem Teil der Innenstadt geworden. Die Nutzung der inzwischen wertvoll gewordenen Landfläche für Logistik und Industrie wurde von vielen als wenig sinnvoll angesehen, und auch der durch den Hafen bedingte Eisenbahn- und Lkw-Verkehr stellte ein Problem dar, da er das ohnehin strapazierte Verkehrssystem der Innenstadt zu überlasten drohte. Daher wurden in den letzten Jahrzehnten die Hafen- und Industriebetriebe zunehmend an andere Orte verlegt und damit begonnen, Länsisatama in einen urbanen Stadtteil mit Wohnungen, Büros usw. umzuwandeln.
Dieses Bauprojekt – durchaus mit internationalen Parallelen wie der Hamburger HafenCity vergleichbar – begann Ende der 1980er Jahre mit dem Bau von Ruoholahti (zusammen mit dem nördlichen Teil von Jätkäsaari) und später auch Salmisaari. Hier entstanden Neubauten für ca. 6000 Einwohner und 12.000 Arbeitsplätze. Auch in Munkkisaari wurden Wohnungen gebaut. Im Jahr 2008 wurde mit der kompletten Verlegung des Containerverkehrs nach Vuosaari ein noch größeres Areal in Jätkäsaari für Neubauprojekte frei. Hier sollen bis zum Jahr 2020 weitere 16.000 Einwohner und 6000 Arbeitsplätze unterkommen. Die künftige Einwohnerzahl des gesamten Stadtteils wird auf 26.000–28.000 geschätzt.
Im nunmehr flächenmäßig wesentlich verkleinerten Hafen verkehren heute hauptsächlich Passagierschiffe. Der Passagierverkehr soll auch in Zukunft erhalten bleiben, ähnlich wie im Südhafen Helsinkis. Auch die nebenan liegende Werft Hietalahti soll bis auf Weiteres erhalten bleiben, wenn auch in verkleinerter Form. Von der industriellen Vergangenheit des Stadtteils zeugen inmitten der Neubauten weiterhin das Kohlekraftwerk Salmisaari sowie einige andere, inzwischen oft umfunktionierte Industriegebäude, wie die in ein Kulturzentrum umgewandelte Kabelfabrik (Kaapelitehdas).

## Die Teilgebiete des Stadtteils

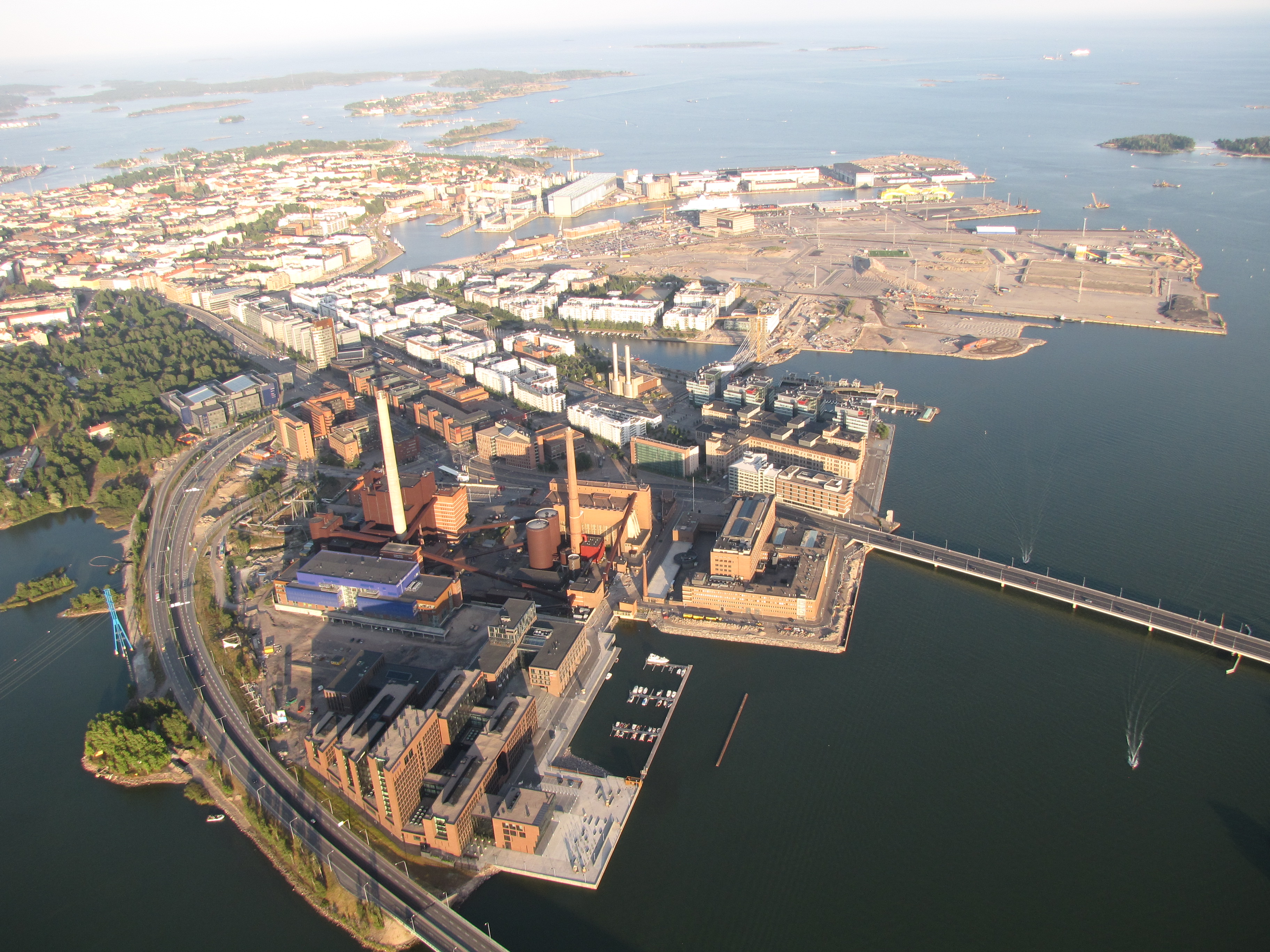
Länsisatama von Nordwesten aus gesehen (2010). Im Vordergrund Salmisaari. Das Grüngebiet links gehört zu Lapinlahti. Rechts davon Ruoholahti. Jätkäsaari und Munkkisaari hinten rechts.

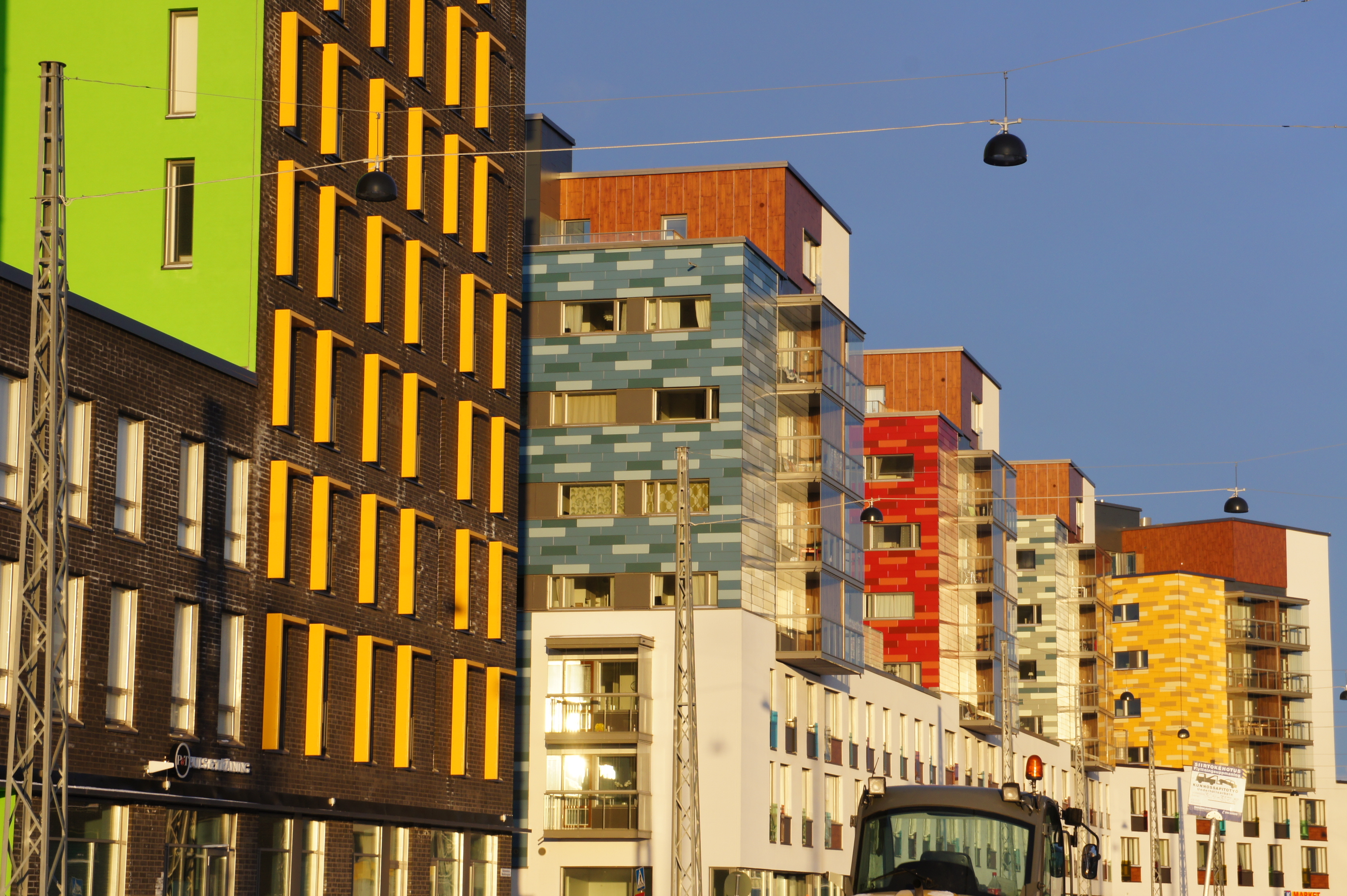
Neubauten in Jätkäsaari (2013)

Der Stadtteil (finn. kaupunginosa) Länsisatama besteht offiziell aus vier Teilgebieten (osa-alue):

### Lapinlahti
Lapinlahti ist das nördlichste Teilgebiet des Stadtteils und das einzige, das nie Teil des Hafen- oder Industriegeländes gewesen ist. Es wird größtenteils vom Friedhof Hietaniemi, dem bekanntesten Friedhof Helsinkis, eingenommen. Außerdem befinden sich in Lapinlahti auch ein islamischer und ein orthodoxer Friedhof. Des Weiteren befindet sich hier das 1841 nach Plänen von Carl Ludwig Engel fertiggestellte Krankenhaus Lapinlahti mit seinem Park.

### Ruoholahti
Das Teilgebiet Ruoholahti ist ein im Wesentlichen in den 1990er Jahren erbautes Wohn- und Bürogebiet. Auch der zur selben Zeit erbaute Nordteil des Teilgebiets Jätkäsaari wird im allgemeinen Sprachgebrauch meist zu Ruoholahti gezählt.
Offiziell umfasst Ruoholahti außerdem das Kleingebiet (pienalue) Salmisaari. Dort befindet sich inmitten von neuen Bürohäusern u. a. noch immer ein Kohlekraftwerk und die in ein Kulturzentrum umgewandelte Kaapelitehdas (Kabelfabrik).

### Jätkäsaari
Jätkäsaari ist von Ruoholahti durch einen zur Verschönerung der Landschaft gegrabenen Kanal getrennt und faktisch eine Insel. Es bestehen jedoch mehrere Brücken. Abgesehen von seinem nördlichen, im allgemeinen Sprachgebrauch oft zu Ruoholahti gezählten Teil wurde Jätkäsaari bis Ende 2008 vollständig vom Hafen eingenommen. Bis zum Jahr 2020 soll auf dem nunmehr freigewordenen Hafengelände eine weitere Wohn- und Bürogegend für 16.000 Einwohner und 6000 Arbeitsplätze entstehen.

### Munkkisaari
Munkkisaari ist eine Halbinsel südwestlich der Stadtteile Punavuori und Eira. Sie liegt gegenüber von Jätkäsaari, jedoch besteht keine direkte Landverbindung zum übrigen Stadtteil Länsisatama. So gehört denn auch Munkkisaari zum Stadtbezirk (peruspiiri) Ullanlinna, während alle übrigen Teilgebiete von Länsisatama zum Stadtbezirk Kampinmalmi gehören.
Auf dem Gebiet des Teilgebiets Munkkisaari liegen u. a. die Werft Hietalahti und Teile des Westhafens. Auch das in den Jahren 2005–2008 erbaute, exklusive Wohngebiet Eiranranta befindet sich hier. Es gibt Pläne für einen weiteren Ausbau des Wohngebiets bis in den als Hernesaari bezeichneten Südteil der Halbinsel.

## Der Hafen heute

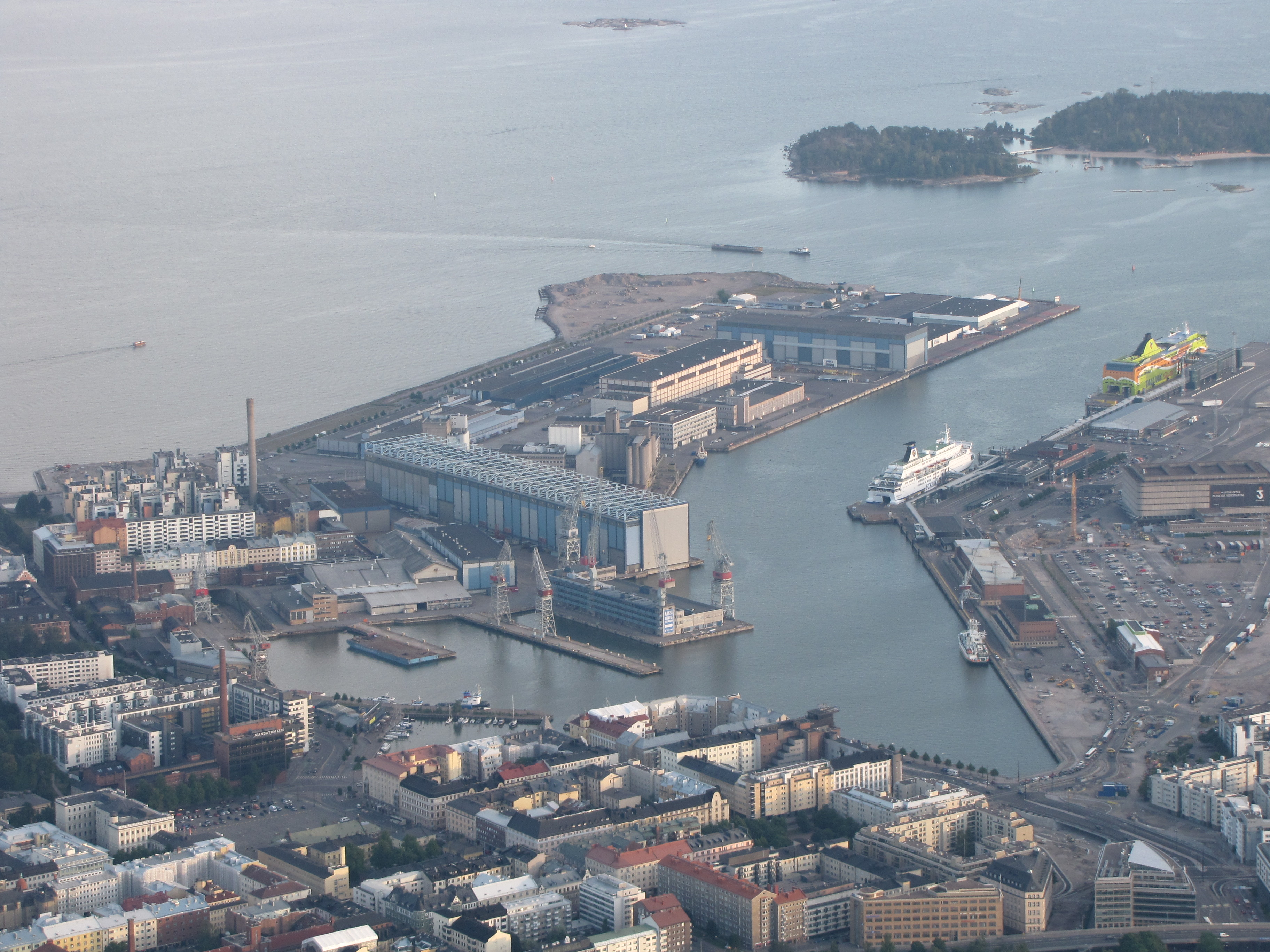
Der eigentliche Westhafen von Nordosten aus gesehen (2010). Auf der linken Seite des Hafenbeckens Munkkisaari, rechts Jätkäsaari.

Der eigentliche Westhafen ist organisatorisch keine eigene Einheit, sondern Teil des Hafens Helsinki, der außerdem den Südhafen im unmittelbaren Stadtzentrum und den Hafen Vuosaari im Osten der Stadt verwaltet.
Seit der Verlegung des Containerverkehrs nach Vuosaari dient der Westhafen heute hauptsächlich dem Passagierverkehr. Der hauptsächliche Kai des verbliebenen Hafens liegt in Jätkäsaari. Hier legen die großen Fähren an, die täglich zwischen Helsinki und Tallinn verkehren, während die zwischen den beiden Städten verkehrenden Katamarane den Südhafen benutzen. Ein weiterer Kai befindet sich in Munkkisaari. Hier legen vor allem im Sommer ausländische Kreuzfahrtschiffe an.
Die nebenan liegende Werft Hietalahti zählt man nicht zum eigentlichen Westhafen.